# Picconia
Picconia (лат.) — род семейства Маслиновые (Oleaceae). В род входят два вида, произрастающих в лавровых лесах Макаронезии.

## Описание

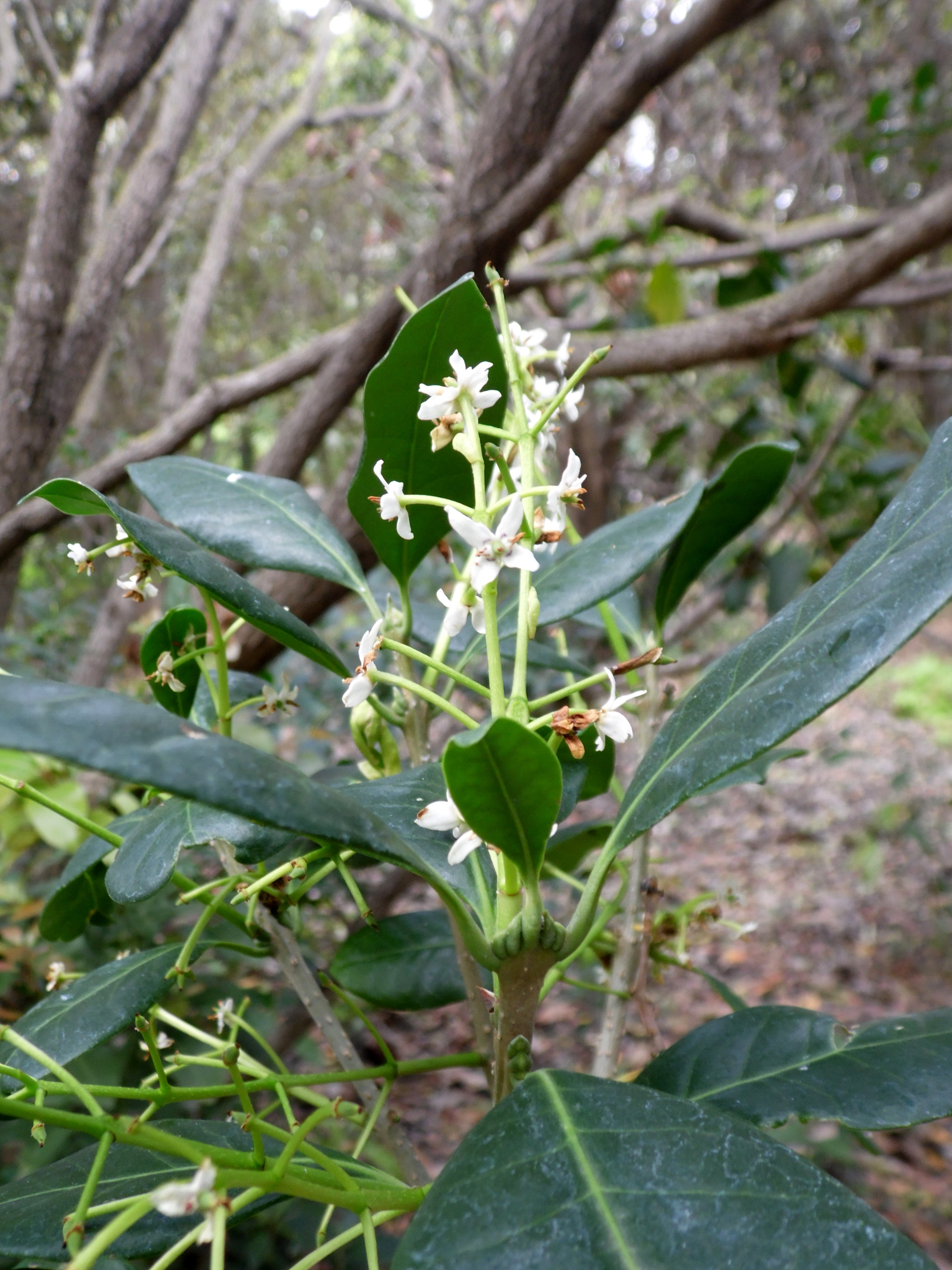
Цветущая P. excelsa

Виды рода Picconia — вечнозелёные кустарники или деревья с крупными, супротивными, цельными, блестящими, яйцевидными листьями и обильными цветками. Цветки маленькие, белые и ароматные. Плод — костянка, похожая на оливку, поначалу зелёная и созревающая до синевато-чёрного цвета.

## Ареал и местообитание
Произрастают на открытых участках лавровых лесов Азорских островов, Мадейры и Канарских островов, где они встречаются только во влажных и супервлажных вечнозелёных лесах облачного пояса. В таких лесах преобладают виды деревьев с листьями, похожими на лавры, образующие плотный полог высотой до 40 м, который блокирует большую часть света, что приводит к скудной растительности в подлеске. Большинство этих видов деревьев в Африке являются древними палеоэндемичными видами родов Laurus, Ocotea, Persea и Picconia, которые в древние времена были широко распространены на африканском и европейском континентах.

## Виды
В род входят два вида:
- Picconia azorica — эндемик архипелага Азорские острова[7]
- Picconia excelsa — кустарник или небольшое дерево до 15 м, Мадейра, Канарские острова